# Bebelis furcula
Bebelis furcula là một loài bọ cánh cứng trong họ Cerambycidae.